# Droit de vote au Canada
Au Canada, le droit de vote est prévu par l'article 3 de la Charte canadienne des droits et libertés. Le droit de vote est régi indépendamment par le gouvernement fédéral — élections et référendums fédéraux — et par les gouvernements provinciaux et territoriaux — référendums et élections provinciales, territoriales, municipales et scolaires.
Il existe ainsi 14 lois électorales et organisations responsables d'encadrer ce droit au pays. Au niveau fédéral, le droit de vote est balisé par la Loi électorale du Canada, appliquée par Élections Canada. Dans toutes les juridictions, la possession de la citoyenneté canadienne est obligatoire et l'âge minimum pour voter est de 18 ans.

## Histoire
Le concept du droit de vote au Canada apparait dans le milieu du 18 siècle. À cette époque, le Canada se divisait en plusieurs colonies. Le droit de vote a pris tout son sens lorsque les colonies ont commencé à devenir de plus en plus autonomes. Il fallait donc établir un système gouvernemental beaucoup plus efficace, et pour faire cela, ils ont instauré le droit de vote. Au début, seuls les hommes (sauf au Bas-Canada) non catholiques possédant des actifs immobiliers d’une valeur considérable pouvaient bénéficier de ce droit. Puisque les colonies prennent toutes leur autonomie à un rythme différent et avec une différente mentalité, la réglementation quant aux conditions pour avoir le droit de vote varie beaucoup entre les colonies. Cette confusion sera réglée lors de la confédération, effectivement après 1867 les colonies se sont mises en accord sur les critères obligatoires afin d’être éligible au droit de vote.

## Par ordre de gouvernement

### Fédéral
L'article 3 de la Loi électorale du Canada dispose :

« A qualité d’électeur toute personne qui, le jour du scrutin, est citoyen canadien et a atteint l'âge de dix-huit ans. »

Sont interdits de droit de vote :
- le Directeur général des élections du Canada et son adjoint.

Un électeur doit également posséder un lieu de « résidence habituelle » unique.

### Historique
Le député libéral James Elisha Brown présente deux projet de loi privé sur le droit de vote:
- En 1955, il dépose une motion afin de presser le gouvernement d'étendre le droit de vote à chaque membre des Premières Nations ayant 21 ans et plus et vivant sur une réserve[3].
- En 1967, il présente un projet de loi privé afin d'abaisser l'âge du droit de vote de 21 à 18 ans[4].

### Provinces et territoires

#### Québec
Au Québec, le droit de vote est encadré par la Loi électorale du Québec et Directeur général des élections du Québec est chargé de son application. Il permet de voter aux référendums et élections provinciales, aux élections municipales et aux élections scolaires de son territoire.

« Possèdent le droit de vote :
- Tous les citoyens canadiens âgés d’au moins 18 ans et domiciliés sur le territoire québécois depuis au moins 6 mois.

Sont privées de leur droit de vote :
- les personnes reconnues coupables d'une manœuvre électorale frauduleuse ;
- les personnes qui résident à l’extérieur du Québec sans y avoir passé au moins 12 mois consécutifs avant leur départ ;
- les personnes qui résident à l’extérieur du Québec depuis plus de deux ans ou n’ayant pas l’intention d’y revenir. »

Un citoyen doit être correctement inscrit sur la liste électorale au moins 14 jours avant le scrutin pour pouvoir exercer son droit de vote.
Bien que les femmes pussent voter de 1791 à 1849 au Bas-Canada, le Québec fut la dernière province à accorder le droit de vote aux femmes en 1940.